# Густав Нюквіст
Густав Нюквіст (швед. Gustav Nyquist; нар. 1 вересня 1989, Гальмстад) — шведський хокеїст, нападник клубу НХЛ «Міннесота Вайлд». Гравець збірної команди Швеції.

## Ігрова кар'єра
Хокейну кар'єру розпочав на батьківщині 2005 року виступами за команду «Мальме Редгокс».
2008 року був обраний на драфті НХЛ під 121-м загальним номером командою «Детройт Ред-Вінгс».
З 2008 року Густав перебрався до Північної Америки, де розпочав виступати за хокейну команду Університет Мену (ХС).
25 березня 2011 року швед уклав дворічну угоду з клубом НХЛ «Детройт Ред-Вінгс».
1 листопада 2011 року Нюквіст дебютував у складі «Детройта» в матчі проти «Міннесота Вайлд». 26 березня 2012 року швед відкрив лік закинутим шайбам записавши до свого активу гол в переможній грі 7–2 над «Колумбус Блю-Джекетс».
Сезон 2012–13 Густав провів у складі «Гранд-Репідс Гріффінс», здобувши в разом з командою Кубок Колдера.
20 серпня 2013 року «червоні крила» підписали з Нюквістом дворічний контракт. 2 лютого 2014 року швед оформив свій перший хет-трик у кар'єрі в переможній грі 6–5 над «Вашингтон Кепіталс».
15 жовтня 2014 року Нюквіст провів 100-й гру в НХЛ.
10 липня 2015 року «червоні крила» підписали з Нюквістом новий чотирирічний контракт.
24 лютого 2019 року шведа обміняли в обмін на вибір у другому раунді Драфту 2019 року до команди «Сан-Хосе Шаркс».
1 липня 2019 року Нюквіст на правах вільного агента перейшов до клубу «Колумбус Блю-Джекетс». 4 листопада 2020 року швед переніс операцію на лівому плечі та через це пропустив весь ігровий сезон 2020–21 років.
28 лютого 2023 року в межах обміну між клубами Густавопинився в команді «Міннесота Вайлд».
1 липня 2023 року Нюквіст уклав дворічну угоду з клубом «Нашвілл Предаторс».
1 березня 2025 року «Хижаки» обміняли шведа назад у «Вайлд» в обмін на вибір другого раунду драфту в 2026 році.

## На рівні збірних
У складі національної збірної команди Швеції став срібним призером Олімпійських ігр 2014 року.
На чемпіонаті світу 2014 року став бронзовим призером. У 2018 році став чемпіоном світу.

## Статистика

### Клубні виступи
| Сезон        | Клуб                    | Ліга         | Регулярний сезон | Регулярний сезон | Регулярний сезон | Регулярний сезон | Регулярний сезон | Плей-оф | Плей-оф | Плей-оф | Плей-оф | Плей-оф |
| Сезон        | Клуб                    | Ліга         | І                | Г                | П                | О                | ШХ               | І       | Г       | П       | О       | ШХ      |
| ------------ | ----------------------- | ------------ | ---------------- | ---------------- | ---------------- | ---------------- | ---------------- | ------- | ------- | ------- | ------- | ------- |
| 2005–06      | «Мальме Редгокс»        | Ю18 Швеція   | 14               | 9                | 3                | 12               | 10               | 6       | 1       | 3       | 4       | 0       |
| 2006–07      | «Мальме Редгокс»        | Ю20          | 42               | 21               | 23               | 44               | 57               | 4       | 2       | 2       | 4       | 6       |
| 2007–08      | «Мальме Редгокс»        | Ю20          | 24               | 11               | 20               | 31               | 20               | 7       | 5       | 5       | 10      | 6       |
| 2008–09      | Університет Мену        | ХС           | 38               | 13               | 19               | 32               | 28               | —       | —       | —       | —       | —       |
| 2009–10      | Університет Мену        | ХС           | 39               | 19               | 42               | 61               | 20               | —       | —       | —       | —       | —       |
| 2010–11      | Університет Мену        | ХС           | 36               | 18               | 33               | 51               | 20               | —       | —       | —       | —       | —       |
| 2010–11      | «Гранд-Репідс Гріффінс» | АХЛ          | 8                | 1                | 3                | 4                | 2                | —       | —       | —       | —       | —       |
| 2011–12      | «Гранд-Репідс Гріффінс» | АХЛ          | 56               | 22               | 36               | 58               | 18               | —       | —       | —       | —       | —       |
| 2011–12      | «Детройт Ред-Вінгс»     | НХЛ          | 18               | 1                | 6                | 7                | 2                | 4       | 0       | 0       | 0       | 0       |
| 2012–13      | «Гранд-Репідс Гріффінс» | АХЛ          | 58               | 23               | 37               | 60               | 34               | 10      | 2       | 5       | 7       | 19      |
| 2012–13      | «Детройт Ред-Вінгс»     | НХЛ          | 22               | 3                | 3                | 6                | 6                | 14      | 2       | 3       | 5       | 2       |
| 2013–14      | «Гранд-Репідс Гріффінс» | АХЛ          | 15               | 7                | 14               | 21               | 6                | —       | —       | —       | —       | —       |
| 2013–14      | «Детройт Ред-Вінгс»     | НХЛ          | 57               | 28               | 20               | 48               | 10               | 5       | 0       | 0       | 0       | 0       |
| 2014–15      | «Детройт Ред-Вінгс»     | НХЛ          | 82               | 27               | 27               | 54               | 26               | 7       | 1       | 1       | 2       | 2       |
| 2015–16      | «Детройт Ред-Вінгс»     | НХЛ          | 82               | 17               | 26               | 43               | 34               | 5       | 1       | 0       | 1       | 6       |
| 2016–17      | «Детройт Ред-Вінгс»     | НХЛ          | 76               | 12               | 36               | 48               | 18               | —       | —       | —       | —       | —       |
| 2017–18      | «Детройт Ред-Вінгс»     | НХЛ          | 82               | 21               | 19               | 40               | 20               | —       | —       | —       | —       | —       |
| 2018–19      | «Детройт Ред-Вінгс»     | НХЛ          | 62               | 16               | 33               | 49               | 8                | —       | —       | —       | —       | —       |
| 2018–19      | «Сан-Хосе Шаркс»        | НХЛ          | 19               | 6                | 5                | 11               | 4                | 20      | 1       | 10      | 11      | 0       |
| 2019–20      | «Колумбус Блю-Джекетс»  | НХЛ          | 70               | 15               | 27               | 42               | 16               | 10      | 0       | 2       | 2       | 4       |
| 2021–22      | «Колумбус Блю-Джекетс»  | НХЛ          | 82               | 18               | 35               | 53               | 26               | —       | —       | —       | —       | —       |
| 2022–23      | «Колумбус Блю-Джекетс»  | НХЛ          | 48               | 10               | 12               | 22               | 16               | —       | —       | —       | —       | —       |
| 2022–23      | «Міннесота Вайлд»       | НХЛ          | 3                | 1                | 4                | 5                | 0                | 6       | 0       | 5       | 5       | 2       |
| 2023–24      | «Нашвілл Предаторс»     | НХЛ          | 81               | 23               | 52               | 75               | 8                | 6       | 1       | 3       | 4       | 2       |
| 2024–25      | «Нашвілл Предаторс»     | НХЛ          | 57               | 9                | 12               | 21               | 12               | —       | —       | —       | —       | —       |
| Усього в НХЛ | Усього в НХЛ            | Усього в НХЛ | 841              | 207              | 317              | 521              | 206              | 77      | 6       | 24      | 30      | 18      |

### Збірна
| Рік                | Команда            | Турнір             | Місце              |    | І  | Г | П  | О  | ШХ |
| ------------------ | ------------------ | ------------------ | ------------------ | -- | -- | - | -- | -- | -- |
| 2014               | Швеція             | ОІ                 | 2                  | 6  | 0  | 0 | 0  | 0  |    |
| 2014               | Швеція             | ЧС                 | 3                  | 10 | 4  | 2 | 6  | 2  |    |
| 2016               | Швеція             | ЧС                 | 6-е                | 8  | 7  | 1 | 8  | 4  |    |
| 2018               | Швеція             | ЧС                 | 1                  | 9  | 4  | 1 | 5  | 8  |    |
| Національна збірна | Національна збірна | Національна збірна | Національна збірна | 33 | 15 | 4 | 19 | 14 |    |